# Sara Llana García
Sara Llana García (León, 21 d'agost de 1997) és una gimnasta rítmica espanyola que actualment competeix en la selecció nacional en la modalitat individual. Ha participat en tres Mundials (Esmirna 2014, Stuttgart 2015 i Pesaro 2017), i dos Europeus (Nizhni Nóvgorod 2012 com a júnior i Budapest 2017 com a sènior), sempre en la modalitat individual de l'equip espanyol al costat de gimnastes com Carolina Rodríguez, Natalia García, Polina Berezina, Andrea Pou o Mónica Alonso.
Ha obtingut diverses medalles internacionals i ha aconseguit ser 4 vegades campiona d'Espanya en individual i 5 vegades en el conjunt del Club Ritmo.

## Biografia esportiva

### Inicis
Sara va començar a practicar aquest esport amb 6 anys en el col·legi. Als 10 anys va entrar en el Club Ritmo, l'any 2008 formant part del conjunt i el 2009 com a individual. Des de 2012 viatja al voltant del món sota la tutela de la seva entrenadora Ruth Fernández i de la seva companya la gimnasta olímpica Carolina Rodríguez. Encara que Llana va començar entrenant poques hores, actualment li dedica quatre hores i mitja els dies que té col·legi i els dies que no acudeix a classe entrena set o vuit hores.

### Etapa en la selecció nacional

#### 2012

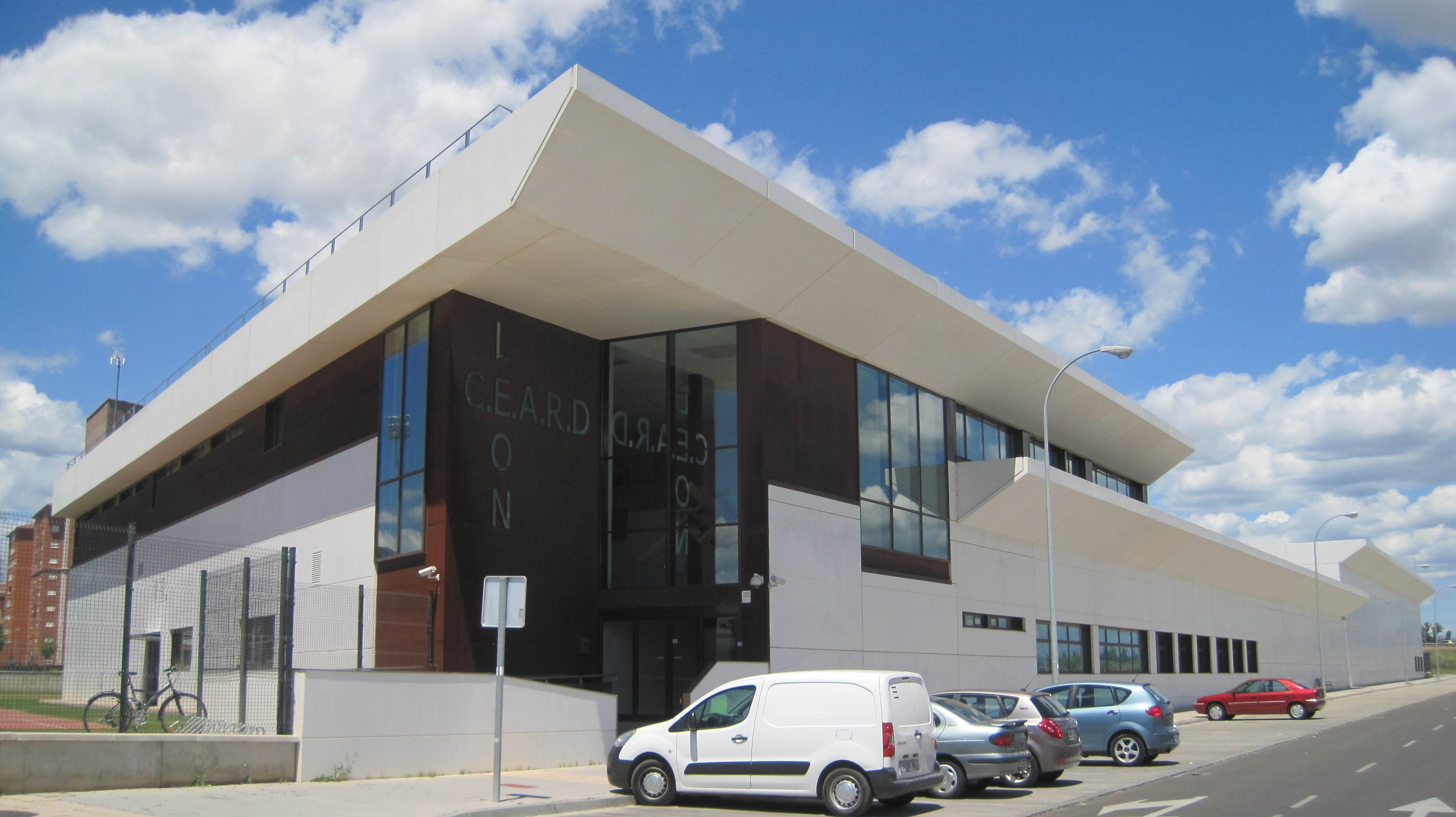
CAR de León, lloc on entrena Sara amb el Club Ritmo.

El juny de 2012, amb 14 anys, va participar en l'Europeu de Nizhni Nóvgorod com a júnior, realitzant l'exercici de maces. A més, prèviament va disputar el torneig internacional de Benidorm, on va ser subcampiona per equips, a més de guanyar la medalla de plata en maces i medalla de bronze en la categoria de pilota.

#### 2013
L'any 2013 va participar en el torneig internacional Memorial Ángel Còrdova, on va aconseguir portar-se la medalla de plata en maces i cèrcol, i va ser subcampiona en la categoria júnior. També va aconseguir emportar-se la medalla de bronze en pilota. A més, aquest any va competir en el torneig internacional Gymnasiade de Brasília, en el qual va quedar quarta classificada en la categoria júnior, així com en els diferents aparells: cèrcol, pilota i cinta.

#### 2014
L'any 2014 va disputar el Mundial d'Esmirna al costat de Carolina Rodríguez, participant en cèrcol i pilota. A més, aquest any va disputar els següents tornejos:
- Grand Prix de Jolón: en aquest torneig, Llana va aconseguir una vuitena posició en la categoria júnior.
- Torneig internacional de Lisboa: Llana va aconseguir la primera posició en cèrcol, maces i pilota i una tercera posició en cinta, la qual cosa li va portar a obtenir la primera plaça en la classificació general.
- Torneig internacional de Masters d'Àmsterdam: Sara va obtenir la medalla de plata en maça, i la de bronze en cinta, sent a més quarta en cèrcol, la qual cosa li va portar a quedar quarta en la classificació general.

Al novembre de 2014 va participar en el Euskalgym de Vitòria.

#### 2015
En 2015, després de ser bronze en el Campionat d'Espanya quedant darrere de Natalia García i la seva companya en el Club Ritmo, Carolina Rodríguez, va participar amb tres altres gimnastes espanyoles en el seu segon Mundial, el de Stuttgart. En aquest campionat va realitzar únicament l'exercici de maces. En aquest moment estava recuperant-se d'una lesió a la mà esquerra que va condicionar part de la seva preparació de la temporada. A més a més, va participar en la Copa del Món de Budapest (Hongria), on va ser vint-i-sisena. A més, va disputar els següents tornejos:
- Grand Prix de Jolón: va quedar quarta classificada en pilota, cinta, cèrcol i maces, la qual cosa va suposar una cinquena posició general.
- Torneig internacional Oliveira Do Bairro: Llana va obtenir la medalla d'or en cinta, pilota i maces, i va aconseguir la primera posició general.
- Torneig internacional d'Esmirna: Sara, va aconseguir una única medalla en aquest torneig, la de plata en maces. Va ser quarta en cèrcol, cinta, i en la classificació general.
- Torneig internacional Lucky Ladies (Las Vegas): la lleonesa va obtenir la tercera plaça amb el seu exercici de cinta, així com el quart lloc en la general i la resta d'aparells: maces, pilota i cèrcol.
- Torneig internacional Asker (Noruega): va aconseguir les medalles de plata en la general i en els 4 aparells: maces, cèrcol, cinta i pilota.

Al novembre de 2015 va tornar a participar en el Euskalgym de Vitòria.

#### 2016
Per 2016 va participar en el torneig internacional MTM Ljubljana, on va aconseguir la setena posició en la final de cèrcol, la vuitena en pilota i la sisena en maces, així com el setè lloc en la classificació general. Igualment en el Grand Prix de Moscou va ser vint-i-dosena, mateix lloc que va aconseguir en la Copa del Món de Lisboa. A l'octubre de 2016 va actuar en el Euskalgym de Vitòria.

#### 2017
Al maig de 2017 va disputar el seu primer Europeu com a sènior, el de Budapest, aconseguint la dotzena plaça per equips al costat de Natalia García i Polina Berezina. Al juny va ser subcampiona d'Espanya en categoria d'honor en el Campionat d'Espanya Individual celebrat a València, sent superada per Polina Berezina. L'agost va disputar al costat de la seva companya de la selecció Polina Berezina el seu tercer Mundial, el de Pesaro, on va ser quarantena en la general després d'acumular una nota de 53,650 entre els quatre exercicis. En aquesta competició va competir amb una fractura en el peu esquerre i una dermatitis. Al novembre de 2017 va participar en el Euskalgym de Vitòria.

#### 2018
El març de 2018 va ocupar el quaranta-cinquè lloc en la general de la Copa del Món de Sofia. Al maig va participar en la Copa del Món de Guadalajara, sent vint-i-dosena en la general individual. Al juny, a Guadalajara, va ser subcampiona d'Espanya de categoria d'honor a Guadalajara per segon any consecutiu, sent superada novament per Polina Berezina, a més de ser or en maces, cèrcol i pilota, i plata en cinta. En els Jocs Mediterranis de Tarragona va aconseguir el setè lloc. A mitjan setembre va disputar el Mundial de Sofia. En aquest torneig, va obtenir la dissetena posició per equips al costat de Polina Berezina, María Añó i Noa Ros, i la seixanta-dosena en la general individual. L'1 de desembre es va proclamar, al costat de les seves companyes del Club Ritmo, campiona en la Fase Final de la primera Divisió de la Lliga de Clubs Iberdrola, que es va celebrar a Cartagena.

## Música dels exercicis
| Any                                        | Aparells                     | Música |
| ------------------------------------------ | ---------------------------- | --- |
| 2010 - 2012 (Individual infantil i júnior) | Cèrcol                       | «Fandango for Elise», una adaptació de Per a Elisa de Ludwig van Beethoven per Gustavo Montesano i la Royal Philharmonic Orchestra. |
| 2013 - 2014                                | Cinta                        | «Because You Loved Em» de Céline Dion.                                                                                              |
| 2013 - 2015                                | Cèrcol                       | «1917» de Mecano. |
| 2013 - 2016                                | Pilota                       | «The Journey» de Greg Maroney. |
| 2014 - 2015                                | Maces                        | Versió de «Gabriel's Oboè» per Jo-Jo Dt., tema original de la banda sonora de la missió, composta per Ennio Morricone.              |
| 2015                                       | Exercici d'exhibició (Maces) | «Chandelier» de Sia. |
| 2015 - 2017                                | Cinta                        | «Song for Sara» de Greg Baker. |
| 2015 - 2018                                | Cèrcol                       | «La cosina llueix (In the Morning Light)» de Yanni.                                                                                 |
| 2016 - 2017                                | Maces                        | «Brave Heart» de Jean-Philippe Rio-Py.                                                                                              |
| 2017 - 2018                                | Pilota                       | «Image Without Reflection» de The Funk on Me.                                                                                       |
| 2018                                       | Maces                        | «Skeletons» de Drehz, i «Axios», «Warthog» i «K.I.A.», de la banda sonora d'Halo 4: Forward Unto Dawn, composta per Nathan Lanier.  |
| 2018                                       | Cinta                        | «The First Was a Death Woman» d'Edo Notarloberti.                                                                                   |

## Premis, reconeixements i distincions
- Placa en la categoria de Gimnàstica Rítmica en la VIII Gala de Gimnàstica de Castella i Lleó (2015)[8]
- Menció Especial en la categoria de Gimnàstica Rítmica en la IX Gala de Gimnàstica de Castella i Lleó (2016)[9]
- Miss Expressió en el torneig internacional Summer Stars de Sangalhos (2016)[10]
- Premi en la categoria de Gimnàstica Rítmica en la X Gal·la de Gimnàstica de Castella i Lleó (2016)
- Premi en la categoria de Gimnàstica Internacional en la X Gal·la de Gimnàstica de Castella i Lleó (2016)[11]
- Millor Gimnasta en la XI Gala de Gimnàstica de Castella i Lleó (2017)
- Trofeu Iberdrola en el XLIV Campionat d'Espanya Individual a Guadalajara (2018)

## Filmografia

### Programes de televisió
| Programes de televisió | Programes de televisió | Programes de televisió | Programes de televisió                  |
| Any                    | Títol                  | Cadena                 | Notes                                   |
| ---------------------- | ---------------------- | ---------------------- | --------------------------------------- |
| 2016                   | Reiniciant             | #0                     | Aparició en reportatge «Deporti d'elit» |
| 2018                   | MasterChef Celebrity   | La 1 de TVE            | Comensal                                |

### Publicitat
- Espot de la capdavantera «Sensació» de Dvillena, llavors patrocinador de la RFEG (2014).[14]
- Espot de Nadal per Dvillena, llavors patrocinador de la RFEG (2015).[15]